# Lophorrhachia niveicristata
Lophorrhachia niveicristata är en fjärilsart som beskrevs av Louis Beethoven Prout 1916. Lophorrhachia niveicristata ingår i släktet Lophorrhachia och familjen mätare. Inga underarter finns listade i Catalogue of Life.